# Districte electoral de Vic
El districte de Vic fou una circumscripció electoral del Congrés dels Diputats utilitzada en les eleccions generals espanyoles entre 1871 i 1923. Es tractava d'un districte uninominal, ja que només era representat per un sol diputat.

## Àmbit geogràfic
L'any 1871, el districte comprenia la part septentrional del partit judicial de Vic, ja que el sud del partit va quedar assignat al districte de Castellterçol. Els límits del districte es van mantenir fins al 1923.

## Diputats electes
| Elecció | Elecció    | Diputat                          | Partit/Ideologia                    |
| ------- | ---------- | -------------------------------- | ----------------------------------- |
|         | 1871       | Ramon Vinader i Nubau            | Comunió Tradicionalista             |
|         | Abril 1872 | Frederic Pons i Montells         | Sense dades                         |
|         | Agost 1872 | Fèlix Macià i Bonaplata          | Partit Radical                      |
|         | 1873       | Josep Bach i Serra               | Partit Republicà Democràtic Federal |
|         | 1876       | Pere Bosch i Labrús              | Conservador                         |
|         | 1886       | Ignasi Maria Despujol i Chaves   | Conservador                         |
|         | 1891       | Manuel María Llanza y Pignatelli | Comunió Tradicionalista             |
|         | 1893       | Albert Rusiñol i Prats           | Liberal                             |
|         | 1896       | Joaquim Badia i Andreu           | Conservador                         |
|         | 1898       | Josep Soler i Aloy               | Liberal                             |
|         | 1899       | Ramon d'Abadal i Calderó         | Lliga Regionalista                  |
|         | 1901       | Ferran Huelín i Serra            | Conservador                         |
|         | 1905       | Albert Rusiñol i Prats           | Lliga Regionalista                  |
|         | 1907       | Miquel Junyent i Rovira          | Tradicionalista solidari            |
|         | 1910       | Ròmul Bosch i Alsina             | Liberal canalejista                 |
|         | 1914       | Narcís Verdaguer i Callís        | Lliga Regionalista                  |
|         | 1916       | Alexandre Bosch i Catarineu      | Liberal                             |
|         | 1918       | Bartomeu Trias i Comas           | Comunió Tradicionalista             |
|         | 1920       | Ramon Vilaplana i Forcada        | Regionalista independent            |
|         | 1923       | Albert Rusiñol i Prats           | Lliga Regionalista                  |

## Resultats electorals

### Dècada de 1920
| Eleccions generals del 29/04/1923 |                          |                           |        |      |
| Partit/Ideologia                  | Partit/Ideologia         | Candidat                  | Vots   | %    |
|                                   | Lliga Regionalista       | Albert Rusiñol i Prats    | 4.731  | 91,5 |
|                                   | Comunió Tradicionalista  | Bartomeu Trias i Comas    | 0      | 0,0  |
|                                   | Regionalista independent | Ramon Vilaplana i Forcada | 0      | 0,0  |
|                                   | Altres                   | Altres                    | 439    | 8,5  |
| Total                             | Total                    | Total                     | 5.170  | 100  |
| Cens/participació                 | Cens/participació        | Cens/participació         | 10.817 | 47,8 |

| Eleccions generals del 19/12/1920 |                          |                           |        |      |
| Partit/Ideologia                  | Partit/Ideologia         | Candidat                  | Vots   | %    |
|                                   | Regionalista independent | Ramon Vilaplana i Forcada | 3.921  | 52,4 |
|                                   | Comunió Tradicionalista  | Bartomeu Trias i Comas    | 3.484  | 46,6 |
|                                   | Altres                   | Altres                    | 71     | 0,9  |
| Total                             | Total                    | Total                     | 7.476  | 100  |
| Cens/participació                 | Cens/participació        | Cens/participació         | 10.591 | 70,6 |

### Dècada de 1910
| Eleccions generals del 01/06/1919 |                          |                         |        |      |
| Partit/Ideologia                  | Partit/Ideologia         | Candidat                | Vots   | %    |
|                                   | Comunió Tradicionalista  | Bartomeu Trias i Comas  | 4.155  | 57,5 |
|                                   | Socialista               | Antoni Fabra i Ribas    | 2.922  | 40,4 |
|                                   | Unió Monàrquica Nacional | Lluís Ballbé de Gallart | 0      | 0,0  |
|                                   | Altres                   | Altres                  | 8      | 0,1  |
| Vots en blanc                     | Vots en blanc            | Vots en blanc           | 139    | 1,9  |
| Total                             | Total                    | Total                   | 7.224  | 100  |
| Cens/participació                 | Cens/participació        | Cens/participació       | 10.647 | 67,9 |

| Eleccions generals del 24/02/1918 |                                |                           |        |      |
| Partit/Ideologia                  | Partit/Ideologia               | Candidat                  | Vots   | %    |
|                                   | Comunió Tradicionalista        | Bartomeu Trias i Comas    | 4.351  | 50,9 |
|                                   | Lliga Regionalista (dissident) | Ramon Bach i Planell      | 2.889  | 33,8 |
|                                   | Coalició d'esquerres           | Julián Besteiro Fernández | 1.229  | 14,4 |
| Vots en blanc                     | Vots en blanc                  | Vots en blanc             | 73     | 0,9  |
| Vots nuls                         | Vots nuls                      | Vots nuls                 | 3      | 0,0  |
| Total                             | Total                          | Total                     | 8.545  | 100  |
| Cens/participació                 | Cens/participació              | Cens/participació         | 10.779 | 79,3 |

| Eleccions generals del 09/04/1916 |                    |                             |        |      |
| Partit/Ideologia                  | Partit/Ideologia   | Candidat                    | Vots   | %    |
|                                   | Liberal            | Alexandre Bosch i Catarineu | 4.948  | 60,6 |
|                                   | Lliga Regionalista | Narcís Verdaguer i Callís   | 3.098  | 38,0 |
|                                   | Altres             | Altres                      | 117    | 1,4  |
| Total                             | Total              | Total                       | 8.163  | 100  |
| Cens/participació                 | Cens/participació  | Cens/participació           | 10.244 | 79,7 |

| Eleccions generals del 08/03/1914 |                    |                           |        |      |
| Partit/Ideologia                  | Partit/Ideologia   | Candidat                  | Vots   | %    |
|                                   | Lliga Regionalista | Narcís Verdaguer i Callís | 4.308  | 53,1 |
|                                   | Conservador        | Álvaro Camín de Angulo    | 359    | 4,4  |
|                                   | Altres             | Altres                    | 3.234  | 39,8 |
| Vots en blanc                     | Vots en blanc      | Vots en blanc             | 143    | 1,8  |
| Vots nuls                         | Vots nuls          | Vots nuls                 | 76     | 0,9  |
| Total                             | Total              | Total                     | 8.120  | 100  |
| Cens/participació                 | Cens/participació  | Cens/participació         | 10.764 | 75,4 |

| Eleccions generals del 08/05/1910 |                         |                         |        |      |
| Partit/Ideologia                  | Partit/Ideologia        | Candidat                | Vots   | %    |
|                                   | Liberal canalejista     | Ròmul Bosch i Alsina    | 4.788  | 51,8 |
|                                   | Comunió Tradicionalista | Miquel Junyent i Rovira | 4.262  | 46,1 |
|                                   | Altres                  | Altres                  | 199    | 2,2  |
| Total                             | Total                   | Total                   | 9.249  | 100  |
| Cens/participació                 | Cens/participació       | Cens/participació       | 11.619 | 79,6 |

### Dècada de 1900
| Eleccions generals del 21/04/1907 |                           |                         |        |      |
| Partit/Ideologia                  | Partit/Ideologia          | Candidat                | Vots   | %    |
|                                   | Tradicionalista solidari  | Miquel Junyent i Rovira | 6.074  | 97,5 |
|                                   | Republicà anti-solidari   | Amadeu Serra i Rafart   | 0      | 0,0  |
|                                   | Conservador anti-solidari | Ferran Huelín i Serra   | 0      | 0,0  |
|                                   | Altres                    | Altres                  | 156    | 2,5  |
| Total                             | Total                     | Total                   | 6.230  | 100  |
| Cens/participació                 | Cens/participació         | Cens/participació       | 10.330 | 60,3 |

| Eleccions generals del 10/11/1905 |                    |                        |        |      |
| Partit/Ideologia                  | Partit/Ideologia   | Candidat               | Vots   | %    |
|                                   | Lliga Regionalista | Albert Rusiñol i Prats | 3.504  | 50,3 |
|                                   | Conservador        | Ferran Huelín i Serra  | 3.467  | 49,7 |
| Total                             | Total              | Total                  | 6.971  | 100  |
| Cens/participació                 | Cens/participació  | Cens/participació      | 10.107 | 69,0 |

| Elecció parcial del 26/05/1903 |                    |                       |       |      |
| Partit/Ideologia               | Partit/Ideologia   | Candidat              | Vots  | %    |
|                                | Conservador        | Ferran Huelín i Serra | 6.004 | 98,9 |
|                                | Lliga Regionalista | Raimon d'Abadal       | 0     | 0,0  |
|                                | Altres             | Altres                | 67    | 1,1  |
| Total                          | Total              | Total                 | 6.071 | 100  |
| Cens/participació              | Cens/participació  | Cens/participació     | 9.540 | 63,6 |

| Eleccions generals del 19/05/1901 |                   |                       |       |      |
| Partit/Ideologia                  | Partit/Ideologia  | Candidat              | Vots  | %    |
|                                   | Conservador       | Ferran Huelín i Serra | 6.242 | 99,6 |
|                                   | Altres            | Altres                | 28    | 0,4  |
| Total                             | Total             | Total                 | 6.270 | 100  |
| Cens/participació                 | Cens/participació | Cens/participació     | 9.545 | 65,7 |

### Dècada de 1890
| Eleccions generals del 16/04/1899 |                   |                          |       |      |
| Partit/Ideologia                  | Partit/Ideologia  | Candidat                 | Vots  | %    |
|                                   | Conservador       | Ramon d'Abadal i Calderó | 2.490 | 50,5 |
|                                   | Altres            | Altres                   | 2.438 | 49,5 |
| Total                             | Total             | Total                    | 4.928 | 100  |
| Cens/participació                 | Cens/participació | Cens/participació        | 9.179 | 53,7 |

| Eleccions generals del 27/03/1898 |                   |                    |       |      |
| Partit/Ideologia                  | Partit/Ideologia  | Candidat           | Vots  | %    |
|                                   | Liberal           | Josep Soler i Aloy | 4.584 | 99,8 |
|                                   | Altres            | Altres             | 11    | 0,2  |
| Total                             | Total             | Total              | 4.595 | 100  |
| Cens/participació                 | Cens/participació | Cens/participació  | 8.989 | 51,1 |

| Eleccions generals del 12/04/1896 |                   |                        |       |      |
| Partit/Ideologia                  | Partit/Ideologia  | Candidat               | Vots  | %    |
|                                   | Conservador       | Joaquim Badia i Andreu | 5.174 | 99,1 |
|                                   | Altres            | Altres                 | 45    | 0,9  |
| Total                             | Total             | Total                  | 5.219 | 100  |
| Cens/participació                 | Cens/participació | Cens/participació      | 9.362 | 55,7 |

| Eleccions generals del 05/03/1893 |                   |                        |       |      |
| Partit/Ideologia                  | Partit/Ideologia  | Candidat               | Vots  | %    |
|                                   | Liberal           | Albert Rusiñol i Prats | 3.417 | 55,0 |
|                                   | Altres            | Altres                 | 2.793 | 45,0 |
| Total                             | Total             | Total                  | 6.210 | 100  |
| Cens/participació                 | Cens/participació | Cens/participació      | 9.233 | 67,3 |

| Eleccions generals del 01/02/1891 |                         |                                  |       |      |
| Partit/Ideologia                  | Partit/Ideologia        | Candidat                         | Vots  | %    |
|                                   | Comunió Tradicionalista | Manuel María Llanza y Pignatelli | 2.813 | 44,6 |
|                                   | Altres                  | Altres                           | 3.492 | 55,4 |
| Total                             | Total                   | Total                            | 6.305 | 100  |
| Cens/participació                 | Cens/participació       | Cens/participació                | 9.121 | 69,1 |

### Dècada de 1880
| Eleccions generals del 04/04/1886 |                  |                                |      |      |
| Partit/Ideologia                  | Partit/Ideologia | Candidat                       | Vots | %    |
|                                   | Conservador      | Ignasi Maria Despujol i Chaves | 554  | 66,7 |
|                                   | Altres           | Altres                         | 276  | 33,3 |
| Total                             | Total            | Total                          | 830  | 100  |

| Eleccions generals del 27/04/1884 |                  |                     |      |      |
| Partit/Ideologia                  | Partit/Ideologia | Candidat            | Vots | %    |
|                                   | Conservador      | Pere Bosch i Labrús | 740  | 97,5 |
|                                   | Altres           | Altres              | 19   | 2,5  |
| Total                             | Total            | Total               | 759  | 100  |

| Eleccions generals del 20/08/1881 |                  |                     |      |      |
| Partit/Ideologia                  | Partit/Ideologia | Candidat            | Vots | %    |
|                                   | Conservador      | Pere Bosch i Labrús | 434  | 70,0 |
|                                   | Altres           | Altres              | 186  | 30,0 |
| Total                             | Total            | Total               | 620  | 100  |

### Dècada de 1870
| Eleccions generals del 20/04/1879 |                  |                     |      |      |
| Partit/Ideologia                  | Partit/Ideologia | Candidat            | Vots | %    |
|                                   | Conservador      | Pere Bosch i Labrús | 542  | 64,1 |
|                                   | Altres           | Altres              | 304  | 35,9 |
| Total                             | Total            | Total               | 846  | 100  |

| Eleccions generals del 20/01/1876 |                  |                     |       |      |
| Partit/Ideologia                  | Partit/Ideologia | Candidat            | Vots  | %    |
|                                   | Conservador      | Pere Bosch i Labrús | 2.022 | 45,0 |
|                                   | Altres           | Altres              | 2.468 | 55,0 |
| Total                             | Total            | Total               | 4.490 | 100  |

| Eleccions generals del 10/05/1873 |                                     |                    |       |       |
| Partit/Ideologia                  | Partit/Ideologia                    | Candidat           | Vots  | %     |
|                                   | Partit Republicà Democràtic Federal | Josep Bach i Serra | 3.913 | 100,0 |
| Total                             | Total                               | Total              | 3.913 | 100   |

| Eleccions generals del 24/08/1872 |                  |                         |       |      |
| Partit/Ideologia                  | Partit/Ideologia | Candidat                | Vots  | %    |
|                                   | Partit Radical   | Fèlix Macià i Bonaplata | 1.557 | 50,0 |
|                                   | Altres           | Altres                  | 1.560 | 50,0 |
| Total                             | Total            | Total                   | 3.117 | 100  |

| Eleccions generals del 03/04/1872 |                  |                          |       |      |
| Partit/Ideologia                  | Partit/Ideologia | Candidat                 | Vots  | %    |
|                                   | Sense dades      | Frederic Pons i Montells | 3.068 | 82,6 |
|                                   | Altres           | Altres                   | 647   | 17,4 |
| Total                             | Total            | Total                    | 3.715 | 100  |

| Eleccions generals del 08/03/1871 |                         |                       |       |      |
| Partit/Ideologia                  | Partit/Ideologia        | Candidat              | Vots  | %    |
|                                   | Comunió Tradicionalista | Ramon Vinader i Nubau | 4.274 | 82,4 |
|                                   | Altres                  | Altres                | 910   | 17,6 |
| Total                             | Total                   | Total                 | 5.184 | 100  |